# Danshi kōkōsei no nichijō
 (novembre 2015).
Si vous disposez d'ouvrages ou d'articles de référence ou si vous connaissez des sites web de qualité traitant du thème abordé ici, merci de compléter l'article en donnant les références utiles à sa vérifiabilité et en les liant à la section « Notes et références ».
Danshi kōkōsei no nichijō (男子高校生の日常, litt. « La vie quotidienne de lycéens ») est un seinen manga de type comédie, vie scolaire et tranche de vie écrit et dessiné par Yasunobu Yamauchi (ja), pré-publié sur le site Internet de prépublication Gangan Online de Square Enix puis publié en sept tomes. Le manga original a reçu le Prix d'encouragement et le Prix spécial du jury du Grand Prix de Square Enix Manga Award (ja).
Une adaptation en anime de douze épisodes produite par le studio Sunrise est diffusée entre janvier et mars 2012. Un long-métrage en prise de vues réelles réalisé par Daigo Matsui est également sorti en octobre 2013.

## Synopsis
Un trio d'adolescents, Tadakuni, Hidenori et Yoshitake, et leur classe de la deuxième A vivent une vie quotidienne tout à fait banale. Ils fréquentent le lycée Sanada Nord, un établissement réservé exclusivement aux garçons.
Tadakuni, le personnage principal, vit dans une charmante maison avec sa sœur cadette et ses parents. Il souhaite avoir une compagne comme ses deux meilleurs amis, mais sa vie est loin d'être tranquille car ils l'entraînent souvent dans des situations plus que gênantes et des plans loufoques, entre ses amis qui squattent sans cesse chez lui, des essayages de vêtement féminins de sa sœur, et leurs camarades de classe jaloux qui ne supportent pas de voir un des leurs sortir, ni même parler avec une fille.

## Personnages

### Élèves de la classe 2-A du lycée pour garçonsSanada Nord
Tadakuni (タダクニ, Tadakuni)
Voix japonaise : Miyu Irino
L'un des protagonistes, qui vit avec ses parents et sa sœur cadette.
De caractère calme et modéré, il est souvent entraîné malgré lui dans les délires de ses deux amis, Hidenori et Yoshitake, qui squattent régulièrement chez lui.
Bien qu'étant censé être l'un des personnages principaux de l'anime, il est tellement ordinaire et insipide que cela devient un sujet de blague qui brise le quatrième mur : la raison pour laquelle il apparaît si peu (par rapport à ses camarades) est prétextée (au travers d'un dialogue avec ses amis) par sa mise à l'écart volontaire et une coupe de ses scènes durant la production des épisodes, l'équipe des créateurs quant à elle se moquant par les panneaux textuels entrecoupant les histoires du fait que la question de sa présence ou de son absence (jusqu'à celle de son nom de famille) est sans intérêt.
Hidenori Tabata (田畑 ヒデノリ, Tabata Hidenori)
Voix japonaise : Tomokazu Sugita
L'un des protagonistes, membre à lunettes du groupe d'amis qu'il forme avec Tadakuni et Yoshitake (et dont son frère aîné Yūsuke fut le meneur avant d'entrer à l'université).
Se faisant appeler « Jack » durant leurs jeux de rôle, il est souvent à l'initiative des délires dans lesquels le trio s'embarque, s'attardant sur des détails insignifiants et se souciant aisément de choses stupides. Hidenori a également un petit côté pervers qui porte un certain intérêt pour les jupes et sous-vêtements féminins, autant que pour les figurines.
Bien qu'il soit déluré avec ses amis, Hidenori est de caractère timide au point d'avoir du mal à adresser la parole à une fille en temps normal. Petit, il était régulièrement persécuté mais fut sauvé par un garçon masqué.
Durant des vacances d'été en province chez ses grands-parents maternels, il fait la rencontre insolite d'Emi (qui le frappe par derrière sur un quiproquo mais est remise à sa place pour son geste) et son ami Kiyohiko (avec qui Hidenori sympathise de suite) : ils deviennent tous trois amis et passent leur temps à s'amuser ensemble durant son séjour. Le soir du festival local peu avant son départ, Emi s’apprêtait à avouer à Hidenori ses sentiments juste avant d'apprendre innocemment de sa propre bouche qu'ils seraient en réalité cousin et cousine.
Yoshitake Tanaka (田中 ヨシタケ, Tanaka Yoshitake)
Voix japonaise : Kenichi Suzumura
L'un des protagonistes, membre amical et décontracté du groupe d'amis qu'il forme avec Tadakuni et Hidenori.
Énergique quand il le veut, Yoshitake est souvent le complice volontaire des délires lancés par Hidenori dans lesquels le trio s'embarque. Il a une sœur d'un an son aînée.

### Autres
La fille littéraire (文学少女, Bungaku shōjo)
Voix japonaise : Yōko Hikasa
Cette jeune lycéenne à la longue chevelure et apparemment friande de littérature ainsi que d'histoires romantiques, crée volontairement ce type de situation en allant malgré lui à la rencontre de Hidenori (généralement lorsqu'il va s'installer au même bord de fleuve pour lire en paix ou profiter de la scène).
Ces situations tendues entre eux deux sont souvent ponctuées de dialogues ridicules et désamorcées, aux dépens d'elle, en prenant une tournure anti-climatique. Elle semble soucieuse de ce qu'il peut penser d'elle et trahit un intérêt amoureux envers lui.
Elle n'est pas explicitement nommée, cependant ses amis se réfère à elle en tant que « Yassan » (やっさん), et Ikushima par ce qui semble être plus probablement son nom, « Yasunaga-chan » (安永ちゃん).
La petite sœur de Tadakuni (タダクニの妹, Tadakuni no imōto)
Voix japonaise : Ayahi Takagaki
Elle espionne, surprend ou apparaît de temps en temps durant les conversations et délires de son frère et de ses amis, et réagit souvent violemment contre eux (manifestant néanmoins du favoritisme pour Karasawa). Cependant, elle semble croire entièrement en l'honnêteté de son aîné puisqu'elle prend toutes ses paroles pour argent comptant.
Son visage n'est jamais clairement identifiable et elle n'est pas explicitement nommée, cependant la sœur aînée de Yoshitake se réfère à elle en tant que « Mei-chan » (めーちゃん).
La grande sœur de Yoshitake (ヨシタケの姉, Yoshitake no ane)
Voix japonaise : Ami Koshimizu
La meneuse d'une bande de filles pourries (incluant Mino, la sœur aînée de Motoharu) qui profitent de la hiérarchie et de leur statut intouchable de fille, pour défouler ensemble et en toute impunité leurs frustrations sur un cadet. Elle est autant crainte que détestée par son frère et n'hésite pas à brutaliser son groupe d'amis pour un oui ou un non.
Son visage n'est jamais clairement identifiable et elle n'est pas explicitement nommée, cependant Yūsuke, le frère aîné de Hidenori pour qui elle a ouvertement le béguin, se réfère à elle par son nom de famille, « Tanaka » (田中).
Yūsuke (ユウスケ)
Voix japonaise : Takahiro Sakurai
Le frère aîné de Hidori, universitaire qui avant d'y entrer était le meneur de leur bande d'amis et leur a communiqué cette habitude de s'inventer des délires et des jeux de rôle.
La sœur de Yoshitake le connaît bien et lui manifeste ouvertement un intérêt sentimental qui n'est pas du tout réciproque.

## Manga
L'auteur d'origine est Yasunobu Yamauchi (ja). L’œuvre a reçu le Prix d'encouragement et le Prix spécial du jury du Grand Prix de Square Enix Manga Award (ja), et puis édité en 7 volumes entre 2009 et 2012 par Square Enix.

## Anime
L'adaptation en série animée est de type comédie, vie scolaire et tranche de vie. Il est réalisé par Shinji Takamatsu entre janvier 2012 et mars 2012 et comporte en tout 12 épisodes ainsi que 6 spéciaux.

## Film en prise de vues réelles
Un long-métrage en prise de vues réelles réalisé par Daigo Matsui est prévu pour le 12 octobre 2013, puis est édité en DVD et Blu-ray au Japon le 19 mars 2014 par Pony Canyon. Les acteurs engagés pour les rôles principaux sont Masaki Suda (Tadakuni), Ryō Yoshizawa (Hidenori) et Shuhei Nomura (Yoshitake).
Ce film raconte la préparation du festival scolaire organisé conjointement par le lycée pour garçons des protagonistes et le lycée pour filles des environs.

## Autour de l’œuvre
Par son humour décalé et décomplexé, au travers de leurs délires les protagonistes font parfois référence à d'autres manga et anime de la culture populaire, comme exemples Fullmetal Alchemist ou encore la franchise d'animation Gundam dans le premier épisode de l'anime.